# Монтезик
Монтези́к (фр. Montézic, окс. Montasic) — коммуна во Франции, находится в регионе Окситания. Департамент — Аверон. Входит в состав кантона Сент-Аман-де-Кот. Округ коммуны — Родез.
Код INSEE коммуны — 12151.
Коммуна расположена приблизительно в 470 км к югу от Парижа, в 160 км северо-восточнее Тулузы, в 45 км к северу от Родеза.

## Население
Население коммуны на 2008 год составляло 154 человека.
| 1962 | 1968 | 1975 | 1982 | 1990 | 1999 | 2008 |
| ---- | ---- | ---- | ---- | ---- | ---- | ---- |
| 164  | 238  | 240  | 297  | 226  | 240  | 254  |

## Экономика
В 2007 году среди 127 человек в трудоспособном возрасте (15—64 лет) 93 были экономически активными, 34 — неактивными (показатель активности — 73,2 %, в 1999 году было 57,9 %). Из 93 активных работали 92 человека (45 мужчин и 47 женщин), безработной была 1 женщина. Среди 34 неактивных 10 человек были учениками или студентами, 15 — пенсионерами, 9 были неактивными по другим причинам.